# Dong Zhaozhi
Dong Zhaozhi (en chino: 董兆致; Cantón, 16 de noviembre de 1973) es un deportista chino que compitió en esgrima, especialista en la modalidad de florete.
Participó en Juegos Olímpicos de Verano, entre los años 1996 y 2004, obteniendo en total dos medallas de plata en la prueba por equipos, en Sídney 2000 (junto con Wang Haibin y Ye Chong) y en Atenas 2004 (con Wang Haibin, Wu Hanxiong y Ye Chong).
Ganó dos medallas en el Campeonato Mundial de Esgrima, plata en 1999 y bronce en 1994.

## Palmarés internacional
| Juegos Olímpicos   | Juegos Olímpicos     | Juegos Olímpicos  | Juegos Olímpicos    |
| Año                | Lugar                | Medalla           | Prueba              |
| ------------------ | -------------------- | ----------------- | ------------------- |
| 2000               | Sídney (Australia)   | Medalla de plata  | Florete por equipos |
| 2004               | Atenas (Grecia)      | Medalla de plata  | Florete por equipos |
| Campeonato Mundial |                      |                   |                     |
| Año                | Lugar                | Medalla           | Prueba              |
| 1994               | Atenas (Grecia)      | Medalla de bronce | Florete por equipos |
| 1999               | Seúl (Corea del Sur) | Medalla de plata  | Florete por equipos |